# Vitale infrastructuur
Vitale, kritieke of essentiële infrastructuur omvat de processen die zo vitaal zijn voor de samenleving dat uitval of verstoring tot ernstige maatschappelijke ontwrichting leidt en een bedreiging vormt voor de nationale veiligheid. 
Verzekeraars waarschuwden in 2024 dat klimaatverandering en oorlogen wereldwijd, en in toenemende mate, de essentiële infrastructuur voor energie, water, en transport bedreigen.

## Europese Unie
Het Europees programma voor de bescherming van vitale infrastructuur (Engels: European Programme for Critical Infrastructure Protection, EPCIP) omvat de doctrine en de programma's die in het leven zijn geroepen voor het identificeren en beschermen van vitale infrastructuur, waar een storing, incident of aanval, ernstige gevolgen kan hebben voor zowel het land waar de infrastructuur is ondergebracht als ten minste één andere Europese lidstaat.

## Nederland
De beoordeling of een proces vitaal is, wordt gemaakt op basis van een aantal impactcriteria: economische schade, fysieke schade, sociaal-maatschappelijke schade en cascadegevolgen (domino-effect). In Nederland is ongeveer tachtig procent van de vitale infrastructuur in handen van private partijen.

### Vitale processen en vitale aanbieders
Bij de vitale processen wordt onderscheid gemaakt tussen twee categorieën vitaal, A en B. Uitval van A-vitale processen heeft grotere potentiële gevolgen dan uitval van B-vitale processen. Het onderscheid tussen A- en B-vitaal kan behulpzaam zijn om bij incidenten of bij de ontwikkeling van weerbaarheidverhogende maatregelen te prioriteren.
Binnen de vitale processen zijn één of meerdere organisaties zoals (private) bedrijven, zelfstandige bestuursorganen en waterschappen belangrijk voor de continuïteit en weerbaarheid van het proces. Deze organisaties worden aangeduid als de vitale aanbieders.
| Vitaal proces                                                                                  | Categorie | Sector                      | Ministerie                                |
| ---------------------------------------------------------------------------------------------- | --------- | --------------------------- | ----------------------------------------- |
| Landelijk transport en distributie elektriciteit                                               | A         | Energie                     | Economische Zaken en Klimaat              |
| Regionale distributie elektriciteit                                                            | B         | Energie                     | Economische Zaken en Klimaat              |
| Gasproductie landelijk transport en distributie gas                                            | A         | Energie                     | Economische Zaken en Klimaat              |
| Regionale distributie gas                                                                      | B         | Energie                     | Economische Zaken en Klimaat              |
| Olievoorziening                                                                                | A         | Energie                     | Economische Zaken en Klimaat              |
| Internet en datadiensten                                                                       | B         | ICT/Telecom                 | Economische Zaken en Klimaat              |
| Internettoegang en dataverkeer                                                                 | B         | ICT/Telecom                 | Economische Zaken en Klimaat              |
| Spraakdiensten (zowel via vaste als mobiele aansluitingen) en sms                              | B         | ICT/Telecom                 | Economische Zaken en Klimaat              |
| Drinkwatervoorziening                                                                          | A         | Drinkwater                  | Infrastructuur en Waterstaat              |
| Keren en beheren waterkwantiteit                                                               | A         | Water                       | Infrastructuur en Waterstaat              |
| Vlucht- en vliegtuigafhandeling                                                                | B         | Transport                   | Infrastructuur en Waterstaat              |
| Scheepvaartafwikkeling                                                                         | B         | Transport                   | Infrastructuur en Waterstaat              |
| Grootschalige productie/verwerking en/of opslag (petro)chemische stoffen                       | B         | Chemie                      | Infrastructuur en Waterstaat              |
| Opslag, productie en verwerking nucleair materiaal                                             | A         | Nucleair                    | Infrastructuur en Waterstaat              |
| Toonbankbetalingsverkeer                                                                       | B         | Financieel                  | Financiën                                 |
| Massaal giraal betalingsverkeer                                                                | B         | Financieel                  | Financiën                                 |
| Hoogwaardig betalingsverkeer tussen banken                                                     | B         | Financieel                  | Financiën                                 |
| Effectenverkeer                                                                                | B         | Financieel                  | Financiën                                 |
| Communicatie met en tussen hulpdiensten middels 112 en C2000                                   | B         | Openbare orde en veiligheid | Veiligheid en Justitie                    |
| Inzet politie                                                                                  | B         | Openbare orde en veiligheid | Veiligheid en Justitie                    |
| Beschikbaarheid en informatieuitwisseling betrouwbare basisinformatie personen en organisaties | B         | Openbaar Bestuur            | Binnenlandse Zaken en Koninkrijksrelaties |
| Inzet defensie                                                                                 | B         | Defensie                    | Defensie                                  |

Het (concept) 'Besluit meldplicht cybersecurity' wijst aanbieders, producten en diensten aan ten aanzien waarvan een plicht geldt om ernstige ICT-incidenten te melden bij het Nationaal Cyber Security Centrum (NCSC). Het aanhangige wetsvoorstel Wet gegevensverwerking en meldplicht cybersecurity bevat een meldplicht voor ernstige ICT-incidenten. Deze algemene maatregel van bestuur wijst de vitale aanbieders en producten en diensten aan waarvoor die meldplicht gaat gelden.
De Studiegroep Informatiesamenleving en Overheid stelt dat "De digitale basisinfrastructuur (Generieke Digitale Infrastructuur, GDI) wordt bestempeld tot vitale infrastructuur voor Nederland."

## België
Het Nationaal Crisiscentrum (NCCN) coördineert de beveiliging en bescherming van kritieke infrastructuren in België. Samen met het Centrum voor Cybersecurity, zorgt het NCCN ook voor de beveiliging en bescherming van aanbieders van essentiële diensten. 